# Slätsprötad bistekel
Slätsprötad bistekel (Gasteruption assectator) är en stekelart som först beskrevs av Carl von Linné 1758. Den ingår i släktet Gasteruption och familjen bisteklar.

## Beskrivning
Slätsprötad bistekel är en påtagligt avlång stekel, med typiskt parasitstekeutseende (även om arten snarare är en boparasit); arten är tydligt långsträckt och smal, honan med ett äggläggningsrör som upptar ungefär halva bakkroppens längd (i och för sig kort för att vara en bistekel). Kroppen är övervägande svart, men med orangeröda fält på de miiersta tergiterna, som ibland kan sammansmälta så det ser ut som om hela mitten av bakkroppens överdel är orangeaktig. Kroppslängden är normalt 6 till 11 mm, men det förekommer dvärgexemplar.

## Ekologi
Habitatet utgörs av trädgårdar, öppna områden och glesa skogar. Arten flyger främst till flockblommiga växter som hundkäx och kirskål. Flygtiden varar från slutet av maj till augusti.
Arten är en boparasit, som lägger sina ägg i larvbon av citronbin, främst gårdscitronbi, som bygger sina larvbon i gamla insektsgångar i död ved eller ihåliga växtstänglar. Den slätsprötade bistekelns larv dödar värdägget eller -larven, och lever sedan på den insamlade näringen.

## Utbredning
Arten förekommer i Europa från Storbritannien och Portugal i väster till Ukraina i öster och Norden i norr. Det finns även fynd från västra och nordöstra USA samt angränsande områden i sydöstra Kanada, men det råder osäkerhet om de nordamerikanska fynden verkligen är av denna art eller närbesläktade arter.
I Sverige finns arten i hela Götaland och Svealand samt längs Norrlandskusten. Arten är klassificerad som livskraftig ("LC").
I Finland finns arten i de södra och mellersta delarna av landet, inklusive Åland, norrut till Kajanaland i öster och Norra Österbotten i väster. Även här är den klassificerad som livskraftig.

## Bildgalleri

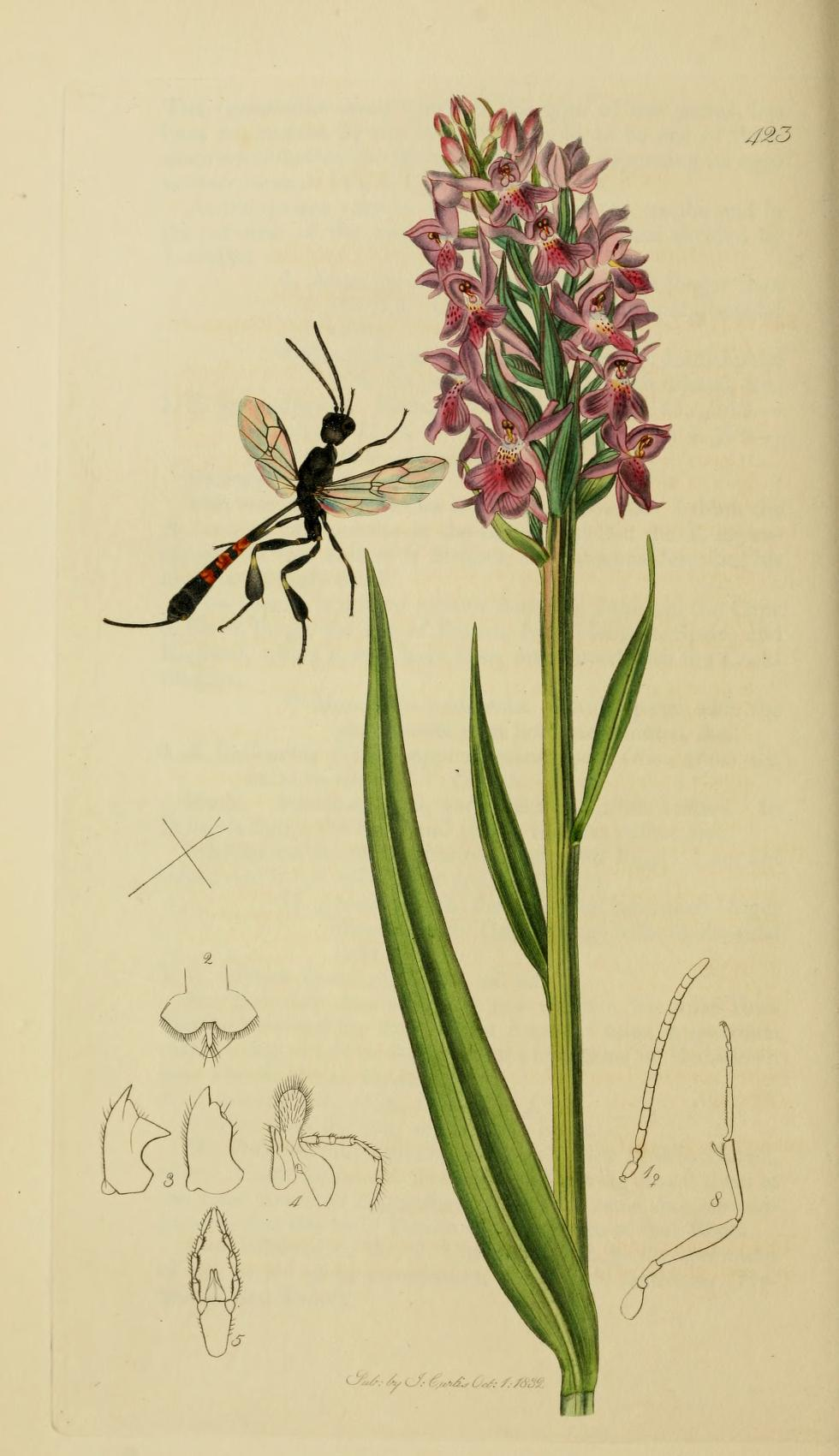
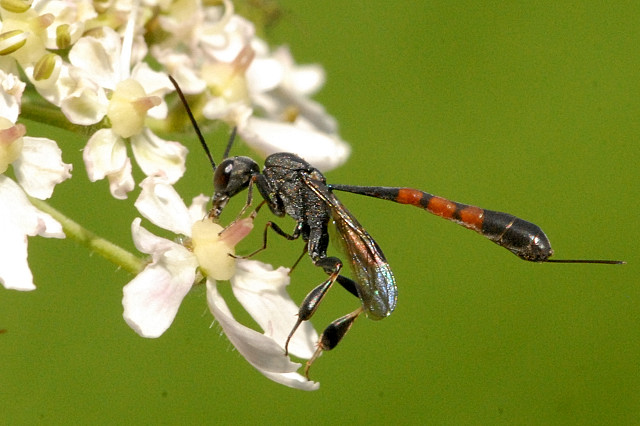
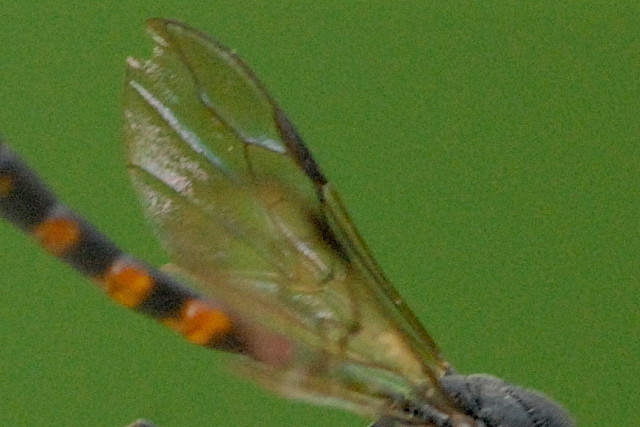
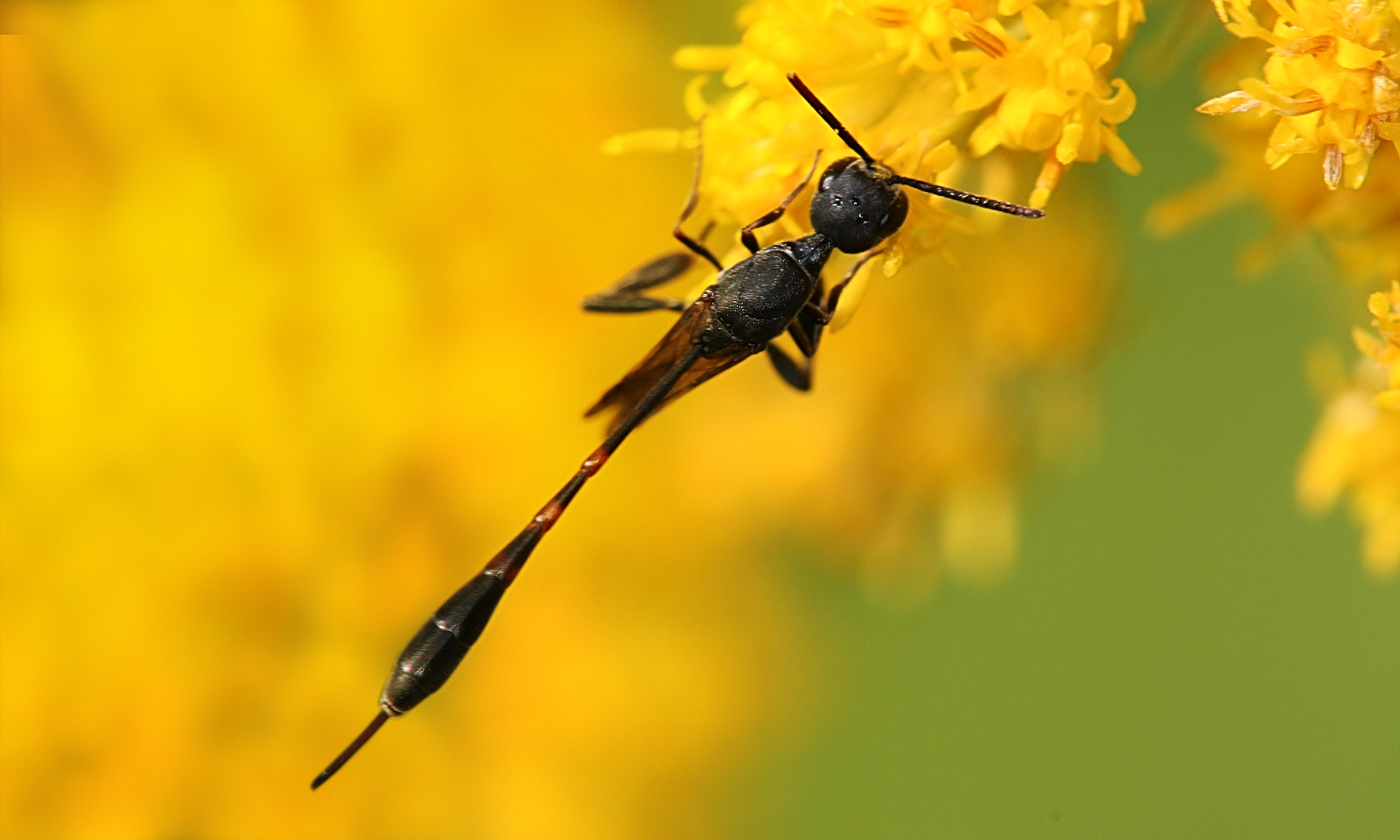